# 77º Campeonato Brasileiro Absoluto de Xadrez
O  77º Campeonato Brasileiro Absoluto de Xadrez foi uma competição de xadrez organizada pela CBX referente ao ano de 2010. A fase final foi disputada na cidade de Americana, entre 29 de novembro e 8 de dezembro de 2010.
O GM Giovanni Vescovi conquistou o título com uma rodada de antecedência, ao vencer o MF Paulo Fernando Jatobá Reis. Foi a sua sétima conquista, igualando os recordes de João de Souza Mendes e do GM Jaime Sunye Neto.

## Regulamento
O campeonato foi disputado no sistema de pontos corridos.
Ritmo de jogo: 1:30h + 30 segundos de acréscimo por lance.
Sistema de pontuação
- 1,0 ponto por vitória
- 0,5 ponto por empate
- 0,0 ponto por derrota

Critérios de desempate
1. Confronto Direto
2. Sonneborn Berger
3. Maior número de vitórias
4. Sorteio

## Resultado
| Classificação Final | Classificação Final          | Classificação Final | Classificação Final | Classificação Final | Classificação Final | Classificação Final | Classificação Final |
| Pos.                | Nome                         | UF                  | Pontos              | Confronto           | Berger              | Vitórias            |                     |
| ------------------- | ---------------------------- | ------------------- | ------------------- | ------------------- | ------------------- | ------------------- | ------------------- |
| 1º                  | Giovanni Vescovi             | SC                  | 8.5                 | -                   | 40.75               | 6                   |                     |
| 2º                  | Diego Di Berardino           | SP                  | 7.0                 | 1                   | 33.75               | 4                   |                     |
| 3º                  | Everaldo Matsuura            | SC                  | 7.0                 | 0                   | 33.00               | 5                   |                     |
| 4º                  | Alexandr Fier                | SP                  | 6.5                 | 1                   | 33.75               | 5                   |                     |
| 5º                  | Krikor Mekhitarian           | SP                  | 6.5                 | 1                   | 32.75               | 4                   |                     |
| 6º                  | Gilberto Milos               | SP                  | 6.5                 | 1                   | 32.00               | 3                   |                     |
| 7º                  | Rafael Leitão                | SP                  | 6.0                 | -                   | 27.25               | 5                   |                     |
| 8º                  | Felipe El Debs               | SP                  | 5.5                 | -                   | 25.50               | 4                   |                     |
| 9º                  | Victor Shumyatsky            | DF                  | 4.5                 | -                   | 20.75               | 3                   |                     |
| 10º                 | Bolívar Ribeiro Gonzalez     | PR                  | 3.5                 | ½                   | 17.50               | 1                   |                     |
| 11º                 | Paulo Jatoba Reis            | BA                  | 3.5                 | ½                   | 16.50               | 2                   |                     |
| 12º                 | Carlos Alberto Barreto Filho | RN                  | 1.0                 | -                   | 3.50                | 0                   |                     |

## Semifinal - Região 1 (Sul, Sudeste e Centro-Oeste)
Torneio classificatório da Região Sul/Sudeste/Centro-Oeste realizado pelo Sistema Suíço (7 rodadas)
Sistema de pontuação
- 1.0 ponto por vitória
- 0.5 ponto por empate
- 0.0 ponto por derrota

Critérios de desempate
1. Buchholz Mediano (milésimos medianos)
2. Buchholz (milésimos)
3. Progressivo

Classificação após 7 rodadas
| Pos | Título | Sobrenome/Nome                   | UF | Pontos | M-Buch | Buch | Prog | Rating |
| --- | ------ | -------------------------------- | -- | ------ | ------ | ---- | ---- | ------ |
| 1º  | GM     | Alexandr Fier                    | SP | 6,0    | 23,5   | 31,5 | 24,0 | 2588   |
| 2º  | IM     | Everaldo Matsuura                | SC | 5,0    | 23,0   | 32,5 | 22,5 | 2484   |
| 3º  | FM     | Shumyatsky Victor                | DF | 5,0    | 23,0   | 31,5 | 21,0 | 2338   |
| 4º  | FM     | Gonzalez Bolivar Ribeiro         | PR | 5,0    | 22,0   | 29,5 | 20,5 | 2286   |
| 5º  | FM     | Choma Ernani Francisco           | PR | 5,0    | 21,5   | 29,5 | 21,0 | 2332   |
| 6º  | FM     | Matsuura Frederico               | SC | 5,0    | 21,0   | 30,0 | 20,0 | 2313   |
| 7º  | IM     | Roberto Junio Brito Molina       | SC | 5,0    | 20,5   | 29,5 | 21,5 | 2384   |
| 8º  | FM     | Bueno Alfeu Junior Varela        | SC | 5,0    | 20,5   | 27,5 | 20,0 | 2303   |
| 9º  |        | Abdalla Luiz Guilherme Aureli    | SP | 5,0    | 19,5   | 27,5 | 18,5 | 2294   |
| 10º | FM     | Terao Rodrigo Akira              | SP | 5,0    | 19,0   | 26,5 | 20,0 | 2317   |
| 11º |        | Umetsubo Cesar Hidemitsu         | SC | 5,0    | 17,5   | 24,5 | 18,0 | 2124   |
| 12º | FM     | Teixeira Ricardo da Silva        | RJ | 4,5    | 20,0   | 29,0 | 20,0 | 2324   |
| 13º |        | Egoroff Jomar                    | PR | 4,5    | 19,0   | 26,5 | 19,5 | 2269   |
| 14º | IM     | Edson Tsuboi                     | SP | 4,5    | 16,5   | 24,0 | 16,5 | 2394   |
| 15º | IM     | Toth Christian Endre             | RJ | 4,0    | 22,0   | 30,5 | 20,5 | 2370   |
| 16º | FM     | Marra Eduardo da Costa           | SP | 4,0    | 22,0   | 30,0 | 19,0 | 2268   |
| 17º |        | Santos Junior Haroldo Cunha dos  | SC | 4,0    | 21,5   | 28,0 | 18,0 | 2205   |
| 18º | IM     | Diego Di Berardino               | RJ | 4,0    | 20,0   | 28,0 | 19,0 | 2492   |
| 19º | IM     | Santos Marcus Vinicius Moreira   | SP | 4,0    | 20,0   | 28,0 | 18,5 | 2374   |
| 20º |        | Calcado Acyr Rogerio             | SC | 4,0    | 20,0   | 26,0 | 16,0 | 2179   |
| 21º | IM     | Disconzi Rodrigo                 | SC | 4,0    | 18,5   | 26,5 | 15,5 | 2373   |
| 22º |        | Bispo Leonardo                   | SP | 4,0    | 17,5   | 25,5 | 15,5 | 2158   |
| 23º |        | Mandetta Joăo Danilo             | SP | 4,0    | 17,5   | 23,5 | 14,0 | 2051   |
| 24º | WFM    | Vanessa Feliciano                | SC | 4,0    | 17,0   | 25,0 | 13,0 | 2156   |
| 25º |        | Cruz Eider Tiago da              | RS | 4,0    | 17,0   | 24,0 | 16,5 | 2185   |
| 26º |        | Reis Alan de Albuquerque Maranha | SP | 4,0    | 16,0   | 23,0 | 13,5 | 2017   |
| 27º |        | Pirola Claudionor Alcides Lima   | SC | 4,0    | 14,0   | 20,0 | 10,0 | 2111   |
| 28º |        | Gattass Allan de Arriada         | SP | 3,5    | 21,0   | 28,0 | 17,0 | 2234   |
| 29º |        | Borges Rodrigo da Silva          | RS | 3,5    | 19,5   | 26,5 | 16,0 | 2203   |
| 30º |        | Silva Alessandro Rodrigues da    | SC | 3,5    | 18,5   | 25,5 | 16,5 | 2212   |
| 31º | FM     | de Souza Haro Paulo Cezar        | SP | 3,5    | 16,5   | 24,0 | 15,0 | 2175   |
| 32º |        | Mafra Kaiser Luiz                | SC | 3,5    | 16,5   | 23,5 | 13,0 | 2149   |
| 33º |        | Abrantes Tiago Garrido           | DF | 3,5    | 14,5   | 20,5 | 12,0 | 1914   |
| 34º |        | Pires Marcos Vinicius Torsani    | SP | 3,5    | 13,5   | 19,5 | 12,5 | 2119   |
| 35º |        | Borges Guilherme Deola           | SC | 3,0    | 18,5   | 26,5 | 14,0 | 2168   |
| 36º |        | Vizzotto Bernardo                | SP | 3,0    | 18,5   | 26,5 | 14,0 | 2013   |
| 37º | FM     | Aranha Filho Alvaro Zimmermann   | SC | 3,0    | 18,5   | 25,0 | 14,5 | 2299   |
| 38º | WFM    | Juliana Sayumi Terao             | SP | 3,0    | 18,5   | 25,0 | 12,0 | 2138   |
| 39º |        | Gotz Klaus Seiji Furucho         | SP | 3,0    | 18,5   | 24,5 | 13,0 | 1736   |
| 40º | IM     | Segal Alexandru Sorin            | SP | 3,0    | 17,5   | 24,5 | 13,0 | 2205   |
| 41º |        | Lopes Marcelo Ferreira           | MS | 3,0    | 17,0   | 23,5 | 9,0  | 2002   |
| 42º |        | Garcia Liria Caetano             | SP | 3,0    | 17,0   | 23,0 | 12,0 | 1908   |
| 43º |        | da Silva Edmur Vianna Vital      | SP | 3,0    | 16,5   | 22,5 | 11,5 | 2059   |
| 44º |        | Abdalla Jose Lucas Aurelli       | SP | 3,0    | 16,5   | 22,5 | 10,0 | 1971   |
| 45º |        | Name Gabriel Ricardo Salim       | SP | 3,0    | 15,5   | 21,5 | 12,0 | 2153   |
| 46º |        | Leao Cintia Rocha                | PR | 3,0    | 15,5   | 21,0 | 11,5 | 2010   |
| 47º |        | Rezende Guilherme Vilela         | GO | 3,0    | 14,0   | 20,0 | 7,5  | 2010   |
| 48º |        | Vieira Junior Emivaldo           | GO | 3,0    | 13,5   | 20,5 | 7,0  | 2012   |
| 49º |        | Galati Mario Augusto             | SP | 2,5    | 17,0   | 24,0 | 11,5 | 2143   |
| 50º |        | Rodrigues Bruno Morado           | SP | 2,5    | 16,5   | 22,5 | 8,5  | 2080   |
| 51º |        | Silva Edson Rodrigo da           | SP | 2,5    | 13,5   | 18,0 | 5,0  | 1987   |
| 52º |        | Mariano Marceley Martins         | GO | 2,0    | 18,5   | 25,0 | 9,5  | 2046   |
| 53º |        | Schutt Ricardo de Amorim         | SP | 2,0    | 18,0   | 25,5 | 10,5 | 2143   |
| 54º | FM     | Cunha Eduardo Arruda da Gama De  | RJ | 2,0    | 17,0   | 24,0 | 11,0 | 2294   |
| 55º |        | Costa Giovanni de Almeida        | SP | 2,0    | 14,0   | 19,5 | 8,0  | 1918   |
| 56º |        | Pimenta Ciro Jose Cardoso        | PR | 2,0    | 13,5   | 20,5 | 8,0  | 2058   |
| 57º |        | Farah Daniel Landshoff           | SP | 2,0    | 13,0   | 17,5 | 8,5  | 1955   |
| 58º |        | Oliveira Maicon Almeida de       | DF | 2,0    | 12,5   | 18,0 | 6,5  | 1933   |
| 59º |        | Andor Jorge                      | SP | 1,5    | 15,5   | 21,0 | 6,0  | 1853   |
| 60º |        | Mendes Antonio Daniel Nobre      | DF | 1,5    | 12,5   | 16,5 | 5,5  | 2045   |
| 61º |        | Rodrigues Leandro Pereira        | SP | 0,5    | 18,5   | 25,0 | 3,5  | 1855   |

## Semifinal - Região 2 (Norte e Nordeste)
Torneio classificatório da Região Norte/Nordeste realizado em Recife(PE) de 30 de outubro a 02 de novembro de 2010 pelo Sistema Suíço (7 rodadas)
Sistema de pontuação
- 1.0 ponto por vitória
- 0.5 ponto por empate
- 0.0 ponto por derrota

Critérios de desempate
1. Buchholz Mediano (milésimos medianos)
2. Buchholz (milésimos)
3. Progressivo

Classificação após 7 rodadas
| Pos | Título | Sobrenome/Nome                   | UF | Pts | M-Buch | Buch | Prog | Rating | Fide |
| --- | ------ | -------------------------------- | -- | --- | ------ | ---- | ---- | ------ | ---- |
| 1º  | FM     | Oliveira Reis Paulo Fernando Jat | BA | 5,5 | 22,5   | 30,0 | 20,0 | 2376   | 2376 |
| 2º  | FM     | Barreto Filho Carlos Alberto     | RN | 5,5 | 22,0   | 30,5 | 24,0 | 2346   | 2346 |
| 3º  |        | Barbosa Paulo Eduardo e Silva    | PB | 5,5 | 22,0   | 29,5 | 23,0 | 2218   | 2218 |
| 4º  |        | Barata Adriano Albiani           | BA | 5,5 | 19,0   | 28,0 | 22,5 | 2206   | 2206 |
| 5º  |        | Silveira Filho Neri da Silva     | RN | 5,0 | 21,5   | 29,0 | 21,0 | 2233   | 2233 |
| 6º  |        | Fernandes Filho Bergson Fragoso  | MA | 5,0 | 21,0   | 29,0 | 18,5 | 2083   | 2083 |
| 7º  |        | Silva Evandro Rodrigues da       | PB | 5,0 | 20,0   | 27,0 | 22,0 | 2182   | 2182 |
| 8º  |        | Moura Soares Alberto Manoel Cola | PE | 5,0 | 17,5   | 23,5 | 18,5 | 2170   | 2170 |
| 9º  | FM     | Luismar Brito                    | PB | 4,5 | 24,0   | 33,0 | 22,0 | 2332   | 2332 |
| 10º |        | Azevedo Junior Jose Ferreira     | SE | 4,5 | 20,0   | 27,0 | 15,5 | 2039   | 2039 |
| 11º |        | Carvalho Felipe Lobo             | RN | 4,5 | 20,0   | 26,0 | 20,0 | 2158   | 2158 |
| 12º |        | Miranda Jr Roberto Calheiros de  | PE | 4,5 | 19,5   | 27,5 | 19,0 | 2240   | 2240 |
| 13º |        | Farias Sergio Roberto Alves      | BA | 4,5 | 19,0   | 25,0 | 18,0 | 2072   | 2072 |
| 14º |        | Lucas Leone Moreno               | CE | 4,5 | 16,5   | 24,5 | 17,5 | 2212   | 2212 |
| 15º | FM     | Macedo Maximo Iack Miranda de    | RN | 4,0 | 21,5   | 30,0 | 18,0 | 2334   | 2334 |
| 16º |        | Santos Eudismar Abreu            | PI | 4,0 | 19,0   | 27,0 | 18,0 | 2131   | 2131 |
| 17º |        | Patroclo Arthur Ruiz             | SE | 4,0 | 17,5   | 25,0 | 17,0 | 2105   | 2105 |
| 18º |        | Bouwman Marcelo Wanderley        | PE | 4,0 | 17,0   | 25,5 | 16,0 | 2230   | 2230 |
| 19º |        | Nunes Marcelo Basilio            | BA | 4,0 | 15,0   | 22,0 | 14,0 | 2031   | 2031 |
| 20º |        | Oliveira Hebert Silva de         | BA | 4,0 | 14,0   | 19,5 | 12,0 | 2111   | 2111 |
| 21º |        | Zallio Luciano Souza             | BA | 3,5 | 22,5   | 30,5 | 17,0 | 2061   | 2061 |
| 22º | FM     | Pinto Carlos Henrique Lopes      | RN | 3,5 | 20,5   | 28,0 | 16,0 | 2099   | 2099 |
| 23º |        | Fiaes Mario Henrique Andrade     | BA | 3,5 | 19,5   | 27,5 | 14,5 | 1994   | 1994 |
| 24º |        | Brandao Marcius Gomes            | CE | 3,5 | 18,0   | 25,5 | 13,5 | 1983   | 1983 |
| 25º | FM     | Santiago Yago de Moura           | PE | 3,5 | 17,5   | 24,5 | 16,5 | 2252   | 2252 |
| 26º | FM     | Macedo Maximo Valerio Soares de  | RN | 3,5 | 16,0   | 23,0 | 13,5 | 2103   | 2103 |
| 27º |        | Azevedo Edmundo Roberto Ramos    | BA | 3,5 | 15,5   | 22,5 | 13,0 | 2122   | 2122 |
| 28º | FM     | Andrade Roberto Luiz Costa       | RN | 3,5 | 14,5   | 21,5 | 13,5 | 2233   | 2233 |
| 29º |        | Monteiro Neto Cesidio Rocha      | BA | 3,5 | 13,5   | 18,0 | 9,0  | 2072   | 2072 |
| 30º |        | Souza Rafael Cabral de           | PE | 3,0 | 19,0   | 26,5 | 14,5 | 2075   | 2075 |
| 31º |        | Travassos Tiago Soares Quindere  | CE | 3,0 | 19,0   | 26,0 | 12,5 | 1846   | 0    |
| 32º |        | Lima Allan Gadelha Zaidan        | PE | 3,0 | 18,0   | 26,0 | 13,5 | 1989   | 1989 |
| 33º |        | Azevedo Alcides Alexandre A.     | RN | 3,0 | 18,0   | 23,5 | 13,0 | 2048   | 2048 |
| 34º |        | Miranda Neto Jayme Amorim de     | SE | 3,0 | 17,5   | 25,0 | 12,5 | 2099   | 2099 |
| 35º |        | Sa Francisco Caninde             | RN | 3,0 | 17,0   | 24,5 | 12,5 | 1968   | 1968 |
| 36º |        | Silva Byron Veras de Barros      | PE | 3,0 | 15,0   | 21,5 | 10,0 | 1867   | 1867 |
| 37º |        | Lopes Janio Ribeiro              | RR | 3,0 | 14,5   | 21,0 | 12,0 | 1946   | 0    |
| 38º |        | Lima Carlos Alexandre de         | PE | 3,0 | 14,0   | 21,0 | 12,0 | 2106   | 2106 |
| 39º |        | Lima Neto Pedro                  | CE | 2,5 | 18,0   | 26,0 | 11,0 | 2053   | 2053 |
| 40º |        | Araujo Henrique Jose Morais de   | PE | 2,5 | 16,5   | 22,5 | 10,0 | 2258   | 2258 |
| 41º |        | Freitas Romulo Aguiar            | BA | 2,5 | 15,5   | 22,0 | 10,5 | 1844   | 0    |
| 42º |        | Carvalho Maciel Moreira          | PE | 2,5 | 14,0   | 19,5 | 6,0  | 1982   | 1982 |
| 43º |        | Azevedo Eduardo Jose Estevao de  | PE | 2,0 | 16,5   | 22,0 | 9,0  | 1959   | 1959 |
| 44º |        | Silva Filho Silvio Pereira da    | PE | 2,0 | 14,5   | 21,0 | 5,5  | 2039   | 2039 |
| 45º |        | Monte Edmar Ferreira             | CE | 2,0 | 14,0   | 18,5 | 3,5  | 1768   | 1768 |
| 46º |        | Macedo Alexandre Ricardo Soares  | RN | 2,0 | 12,5   | 20,0 | 8,0  | 2022   | 2022 |
| 47º |        | Kosminsky Ellen                  | RN | 1,5 | 12,5   | 18,5 | 3,5  | 1578   | 1578 |
| 48º |        | Lima Luiz Alexandre de Souza     | PE | 1,0 | 17,0   | 24,0 | 4,0  | 1992   | 1992 |
| 49º |        | Maracaba Francisco Wladimir G. d | BA | 1,0 | 16,5   | 23,5 | 5,5  | 2012   | 2012 |
| 50º |        | Costa Edvaldo da Cruz            | PE | 1,0 | 16,5   | 23,0 | 7,0  | 1790   | 0    |